# Eleccions al Parlament del Regne Unit de 2010
Les eleccions al Parlament del Regne Unit de 2010 es van celebrar el 6 de maig de 2010 al Regne Unit. El Partit Conservador de David Cameron va assolir la victòria amb 306 escons i un creixement de 103 escons respecte als resultats de 2005, però amb un marge de només 48 escons per sobre del Partit Laborista, que havia guanyat el 2005.
Es formà un govern de coalició entre els Conservadors i els Liberal Demòcrates, amb Cameron de primer ministre i Nick Clegg com a viceprimer ministre.